# Hrabia Carlisle

## Informacje ogólne
Rodzina Howardów, która posiada łącznie 4 dziedziczne tytuły arystokratyczne i jest nazywana Drugą Rodziną Anglii, najbardziej prominentną zaraz po dynastii Windsorów. Howardowie odegrali ogromną rolę w historii katolicyzmu w Anglii, szczególnie po reformacji.
Król Edward I i królowa Małgorzata Francuska są przodkami rodziny Howardów. Howardowie są spokrewnieni z dwiema żonami króla Henryka VIII, Katarzyną Howard i jej kuzynką Anną Boleyn, matką królowej Elżbiety I. Poszczególne gałęzie rodu Howardów posiadają następujące tytuły parowskie:
- Książę Norfolk (ang. Duke of Norfolk)
- Hrabia Suffolk (ang. Earl of Suffolk)
- Hrabia Carlisle (ang. Earl of Carlisle)
- Hrabia Effingham (ang. Earl of Effingham)

## Hrabstwo Carlisle
Tytuł hrabiego Carlisle został kreowany w 1661 r. w parostwie Anglii dla sir Charlesa Howarda syna Williama Howarda 6. barona Gillesland. Hrabiowie Carlisle pochodzą w prostej linii od Lorda Williama Howarda syna Thomasa Howarda 4. księcia Norfolk i jego drugiej żony Margaret Audrey córki sir Thomasa Audrey 1. barona Walden. Lord William Howard ożenił się z pasierbicą swojego ojca Lady Elizabeth Dacre córką jego trzeciej żony Elizabeth Leyburne i Thomasa Dacre 4. barona Gillesland, dziedzicząc tytuł teścia. Prawnuk Lorda Williama Howarda Charles 1. hrabia Carlisle ożenił się z Anne Haward córką Edwarda Howarda 1. barona Escrick dziedzicząc tytuł barona Escrick. George Howard 11. hrabia Carlisle ożenił się z Lady Bridget Ruthven córką Waltera Ruthwena 11. Lorda Ruthven dziedzicząc tytuł teścia.

## Tytuły, urzędy i obowiązki
- Hrabiowie Carlisle posiadają następujące tytuły arystokratyczne:
  - Hrabia Carlisle (ang. Earl of Carlisle) – kreowany w parostwie Anglii w 1661 r. dla Charlesa Howarda 8. barona Gillesland.
  - Wicehrabia Morpeth (ang. Viscount Howard of Morphet) – kreowany w parostwie Anglii w 1661 r. jako dodatkowy tytuł hrabiego Carlisle.
  - Baron Gillesland (ang. Baron Dacre of Gillesland) – odziedziczony w 1569 r. po śmierci George’a Dacre 5. barona Gillesland.
  - Baron Escrick (ang. Baron Howard of Escrick) – odziedziczony w 1715 r. po śmierci Charlesa Howarda 4. barona Esckrick.
  - Baron Ruthven (ang. Lord Ruthven of Freeland) – odziedziczony w 1982 r. po śmierci Bridget Ruthven 12. Lady Ruthven
- Najstarszy syn hrabiego Carlisle nosi tytuł Wicehrabiego Morpeth.
- Rodową siedzibą hrabiów Carlisle jest Naworth Castle w Kumbrii.

## Lista hrabiów Carlisle
Hrabiowie Carlisle 1. kreacji (parostwo Anglii)
- 1322–1323: Andrew Harclay, 1. hrabia Carlisle

Hrabiowie Carlisle 2. kreacji (parostwo Anglii)
- 1622–1636: James Hay, 1. hrabia Carlisle
- 1636–1660: James Hay, 2. hrabia Carlisle

Baronowie Dacre of Gillesland 1. kreacji (parostwo Anglii)
- 1554–1572: Thomas Howard, 4. książę Norfolk – wnuk 3. księcia Norfolk, syn 3. hrabiego Surrey
- Lord William Howard – syn 4. księcia Norfolk
- 1669–16xx: Philip Howard 6. Baron Dacre of Gillesland – wnuk 4. księcia Norfolk i wnuk 4. barona Dacre of Gillesland
- 16xx–16xx: William Howard 7. Baron Dacre of Gillesland – syn 6. barona Dacre of Gillesland
- 16xx–1678: Thomas Howard 8. Baron Dacre of Gillesland – syn 7. barona Dacre of Gillesland
- 1678–1685: Charles Howard 9. Baron Dacre of Gillesland i 1. hrabia Carlisle – brat 8. barona, syn 7. barona Dacre of Gillesland

Hrabiowie Carlisle 3. kreacji (parostwo Anglii)
- 1661–1685: Charles Howard, 1. hrabia Carlisle – syn 7. barona Dacre of Gillesland i Pra-Prawnuk 4. księcia Norfolk
- 1685–1692: Edward Howard, 2. hrabia Carlisle – syn 1. hrabiego Carlisle
- 1692–1738: Charles Howard, 3. hrabia Carlisle – syn 2. hrabiego Carlisle
- 1738–1758: Henry Howard, 4. hrabia Carlisle – syn 3. hrabiego Carlisle
- 1758–1825: Frederick Howard, 5. hrabia Carlisle – syn 4. hrabiego Carlisle
- 1825–1848: George Howard, 6. hrabia Carlisle – syn 5. hrabiego Carlisle
- 1848–1864: George Howard 7. hrabia Carlisle – syn 6. hrabiego Carlisle
- 1864–1889: William Howard 8. hrabia Carlisle – brat 7. hrabiego Carlisle, syn 6. hrabiego Carlisle
  - Lord Charles Howard – syn Brat 7. i 8. hrabiego Carlisle, syn 6. hrabiego Carlisle
- 1889–1911: George Howard 9. hrabia Carlisle – bratanek 8. hrabiego Carlisle, Wnuk 6. hrabiego Carlisle
- 1911–1912: Charles Howard 10. hrabia Carlisle – syn 9. hrabiego Carlisle
- 1912–1963: George Howard 11. hrabia Carlisle – syn 10. hrabiego Carlisle
- 1963–1994: Charles Howard 12. hrabia Carlisle – syn 11. hrabiego Carlisle
- 1994 –: George Howard 13. hrabia Carlisle – syn 12. hrabiego Carlisle

Następcą hrabiego Carlisle jest Lord Philip Howard Wicehrabia Morphet – brat 13. hrabiego Carlisle.
Następcą Wicehrabiego Morphet jest sir William Howard Baron Gillesland – bratanek 13. hrabiego Carlisle.